# وزارة التربية الوطنية (فرنسا)

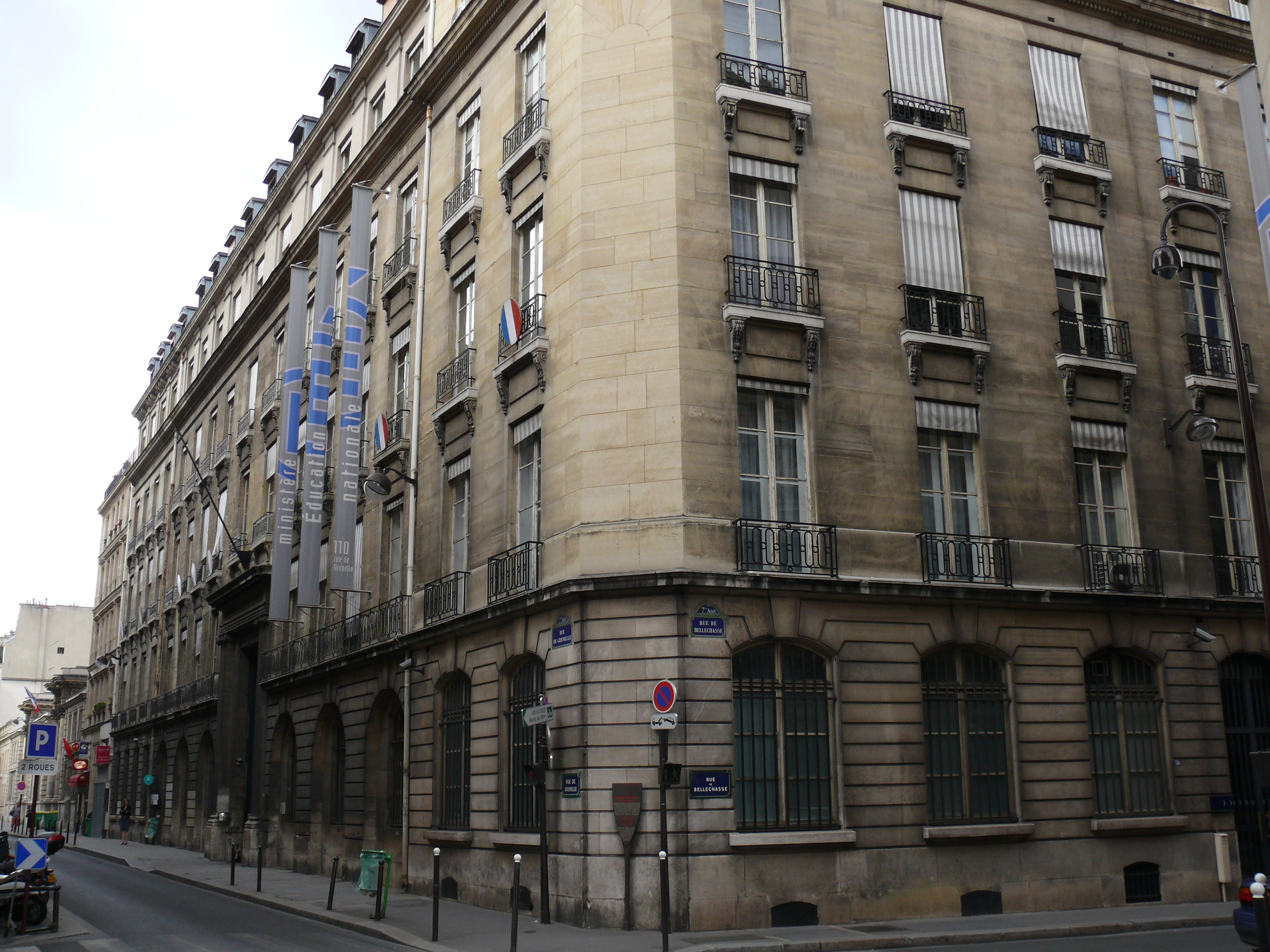
The head office of the ministry

وزارة التربية الوطنية والشباب أو ببساطة وزارة التربية الوطنية الفرنسيّة هي الوزارة المُكلّفة بإدارة نظام التعليم العام في فرنسا والإشراف على الاتفاقات والتراخيص الخاصة بمؤسَّسات التدريس الخاصة. يقعُ المقر الرئيسي لهذه الوزارة في فندقِ روشيشوار (بالفرنسية: de Rochechouart)‏ الذي يعود تاريخه إلى القرن الثامن عشرالميلادي في شارع جيرنيي (بالفرنسية: Grenelle)‏ في الدائرة السابعة في باريس. يشغل منصب وزير التربية الوطنية والشباب باب ندياي.

## التاريخ
أُنشأ أول منصبٍ حكومي يُشرف على التعليم العام في فرنسا في عام 1802. بعد التغييرات المختلفة للنظام في فرنسا في العقود الأولى من القرن التاسع عشر، تغيّرَ هذا الوضعُ الرسمي لهذا المنصب كما تغيّر اسمهُ عدة مرات قبل أن يُثبت في اسمِ وزير التعليم العام. دُمج المنصب في وقتٍ ما مع مناصب أخرى على غِرار منصب وزير العبادة العامّة الذي كان يتعاملُ مع القضايا المتعلقة بالكنيسة الرومانية الكاثوليكية باستثناء الحالات التي كان فيها وزير التعليم العام بروتستانتيًا.
تمَّ الجمعُ بين المنصب في بعض الأحيان مع وزير الرياضة ووزير شؤون الشباب. غُيِّرَ لقبُ المنصب في عام 1932 إلى وزير التربية الوطنية ثم أصبحَ اسمهُ وزير التعليم أثناء رئاسة فاليري جيسكار ديستان (1974-1981). بحلول عام 1975، أُنشئت لجنة الدراسات حول تشكيلات المهندسين وهي التي تدرس تدريب وتوظيف المهندسين في فرنسا.